# Сјеничка котлина
Сјеничка котлина се налази у западном делу Старе Рашке у изворишној области Уваца. Она спада у ред највиших котлина на Балканском полуострву, где језерски седименнти допиру и до 1 350 м надморске висине.

## Положај, величина и висина котлине
На североистоку је ограђена планинама Јавором (1 470 м) и Голијом (1 748 м), а на југу и југозападу Хомаром (1 461 м), Гиљевом (1 671 м), Озреном (1 573 м) и Јадовником (1 784 м). У северозападном делу је отворена између огранака Јадовнника и Јавора и тим делом из котлине излази слив Увца. Граница котлине је одређена према унутрашњем развођу Увчевих притока од којих једне гравитирају ка југу према дну котлине, а друге на северозапад са током Увца. Просечна висина тог развођа је 1 280 м.
У југоисточном делу котлина је такође отворена између планина Хомара и Голије. Ту се јавља развође између слива Увца и Људске реке, и оно је високо око 1 280 м.
Отвореност котлине у северозападном делу је нормална појава обзиром да тим делом излази слив Увца. Међутим, у југоисточном делу, она је последица тектонско-ерозивних прилика које су имале важност за палеоморфолошку еволуцију котлине са нарочитим освртом на постојање неогеног језера о чему сведоче очувани језерски седименти у њој. Ако се овоме дода величина (672 км2) и просечна висина (1 130м), као и њен висећи положај, који је око 400 м, изнад најближег слива Људске реке или Рашке, онда је отвореност котлине у југоисточном делу интересантнија са геоморфолошког гледишта.

## Опште црте основних облика рељефа и њихових елемената
Рељеф Сјеничке котлине је састављен од два основна облика: дна и обода. Морфолошка граница између ових облика није представљена изразитим одсеком какви се, иначе, јављају у котлинама Македоније и великим Динарским крашким пољима. Узрок томе је различит положај и висина језерских седимената, а потом и износ ерозивног процеса. Тако се у северозападном и југоисточном делу дно котлине потпуно издиже и прелази у обод без уочљивих прегиба. Због тога је котлина у овим деловима отворенија. Међутим, у североисточном и југозападном делу котлине, између њеног дна и обода, постоје одсеци. Први одсек полази од Крсца, па иде до Бачија, Дунишића, Штавља до изнад Ступа. Просечна висина му се креће од 80 до 100 м, а дужина око 14 км.
Други, југозападни одсек се крече од Увца, од места Шушаре и води испод Радишића брда, изнад села Дубњице, Зајечића, Раждагиња до испод брда Томињаче. Просечна висина одсека је од 100 до 120 м.

### Морфологија обода
Иако Сјеничка котлина има релативно кружан облик, рачунајући према развођу, њен обод нема у потпуности такав изглед. Ово долази отуда, што је котлина отворена у северозападном и југоисточном делу, па су због тога ти делови, по својим морфолошким особинама, ближи дну него ободу. Захваљујући овоме, обод се може поделити на североисточни и југозападни.
Североисточни обод је јасно одвојен од дна одсеком између Крсца и Ступа. Он је представљен падинама Јавора и Голије које су дисециране долинама изворишних кракова Брњичке реке и ,,Врела", затим долином Бачевске реке и сливом Кањевске реке. Овде се, такође, издижу и узвишења у облику брда са надморском висином од преко 1 400 м.
Југозападни обод је много пространији од североисточног. Састављен је из два дела који имају различит правац пружања. Југоисточни део се пружа између Загуљског крша и Расне. Захваљујући већем пространству и тријаским кречњацима, од којих је састављен већи део котлине, претежно се одликује крашким и фосилним флувијалним облицима, што узрокује појаву сувих долина.

### Морфологија дна
Ако посматрамо дно Сјеничке котлине према утврђеној граници између њега и обода, онда можемо у њему разликовати два главна дела и то централни - нижи и периферни - виши део.
Централни део дна котлине је састављен од неогених наслага и захвата површину од 74 км2. Правоугаоног је облика и искошен у правцу југоисток - северозапад. Овај део је дугачак 11,5 км, а просечна висина му је 1 062 м. У њега су усечене долине Вапе, Јабланице и Увца.
Периферни део дна котлине захвата знатно веће пространство. Његова површина износи 378 км2, а у основи има облик издуженог трапеза у правцу југоисток - северозапад са заливским проширењрм на западу. Овде се јављају потолине и басени са неогеним седиментима, острвски облици планина, речне долине, епигеније, накалемљени меандри итд. Према начину појављивања издвајају се позитивни и негативни облици. У позитивне спадају острвске планине, док у негативне спадају неогени басени и потолине, ерозивна проширења, увале у вртаче.

## Особине и распоред геолошких формација

### Неогени језерски седименти
Од свих геолошких формација за рељеф Сјеничке котлине, највећи значај имају неогени језерски седименти зато што се на основу њих може са сигурношћу утврдити еволуција елемената рељефа по појединим временским одељцима, без обзира на то да ли се неки од тих елемената слаже или не слаже са данашњим флувиоденудационим процесом. Неогени седименти углавном изграђују централни део Сјеничке котлине.

### Квартне наслаге
Ове наслаге се јављају по дну речних долина и то првенствено на централном делу дна котлине. Састављене су, углавном, од шљунка и песка. На периферном делу дна котлине су заступљене у долинама Кнешнице и Брњачке реке, али претежно на оним деловима њиховог дна где су у основи усечене у неогеним стенама.

### Еруптивне стене
Ове стене захтевају мање размере у котлини. Њих чине серпентини (они су најзаступљенији), дијабази, дацити, андензити, леуцитски базалти и амфиболтски гранити.

## Аналитичко посматрање морфогенетских особина рељефа према начину и времену постанка
Према међусобном односу, све облике, који изграђују рељеф Сјеничке котлине, можемо поделити на две основне групе: на старе или облике палеорељефа и младе облике неорељефа.
Облици палеорељефа - У групу старих облика рељефа спадају облици који се међусобно знатно разликују како по димензијама тако и по начину постанка. Због тога се могу поделити на макротектонско-ерозивне сагласне облике, мазотектонске несагласне, тектонско-ерозивне сагласне, фосилне облике у пренеогеним формацијама, флувијалне покривене неогеним седиментима, пренеогене обликебиференцијалне ерозије и фосилне крашке облике. Сви ови облици спадају у облике палеорељефа I реда. Затим ту долазе облици палеорељефа II реда: старе флувио-денудационе површи, и облици палеорељефа III реда: фосилне долине у крашким теренима и фосилне долине обезглављене пиратеријом.

## Крашки облици
1. Увале - У западној зони кречњачког терена постоје четири увале: Забој, Крајиште, Ушак и Шипови, док у источном делу само једна - Понорац. Једне су састављене или покривене водонепропустивим стенама и њима припадају Забој, Крајиште и Ушак. Друге су стеновите и њих чине: Шипови и Понорац.
2. Вртаче - Деле се у неколико група: Вртаче према облику (Бунарасте, Левкасте, Асиметричне итд.), Вртаче према распореду, Вртаче према еволуцији и Вртаче према литолошком саставу стен
3. Понори и јаме[1]